# Admiral Grigorowitsch
Die Admiral Grigorowitsch (russisch Адмирал Григорович) ist eine Fregatte der Admiral-Grigorowitsch-Klasse der russischen Marine. Sie ist nach dem kaiserlich-russischen Admiral Iwan Grigorowitsch benannt und gehört zur Schwarzmeerflotte. Das Schiff wurde im Dezember 2010 auf Kiel gelegt. Der Stapellauf fand am 14. März 2014 statt. Das Schiff ist seit dem 11. März 2016 im Dienst. Ihr Heimathafen ist der Flottenstützpunkt Sewastopol auf der Krim.

## Einsatzgeschichte

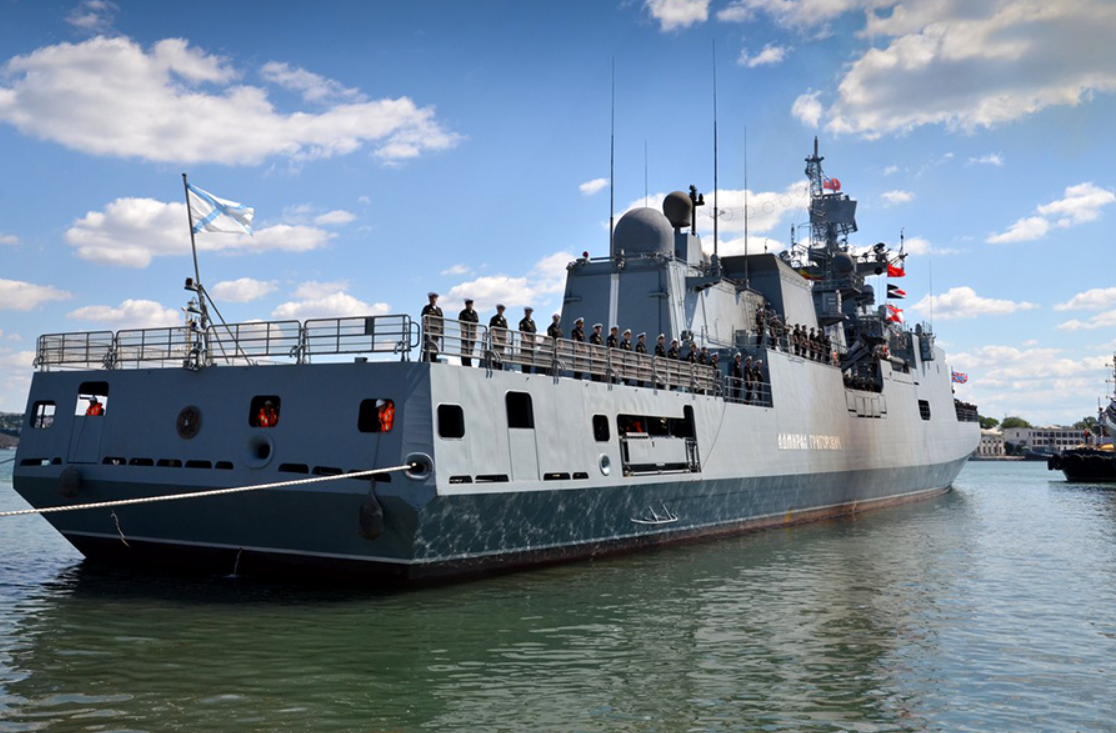
Die Fregatte «Admiral Grigorowitsch» ist in Sewastopol angekommen. 10. Juni 2016

Im November 2016 beschoss die Admiral Grigorowitsch aus dem Mittelmeerraum Stellungen der Terrormiliz IS in Syrien mit mehreren Kalibr-Marschflugkörpern. Nach Angaben russischer Staatsmedien hätte es sich als einzige angegriffene Gruppe um den IS gehandelt.
Im April 2017 wurde das Schiff dem operativen Verband im Mittelmeer zugeteilt und vom Schwarzen Meer vor die syrische Küste verlegt. Die Verlegung des Schiffes durch die russische Militärführung wurde als unmittelbare Reaktion auf den US-amerikanischen Luftangriff auf den Militärflugplatz asch-Schaʿirat gesehen.
Ende Juni 2017 griff die Admiral Grigorowitsch vom Mittelmeer aus gemeinsam mit der Admiral Essen und dem U-Boot Krasnodar des Projekts 636 Ziele in der syrischen Provinz Hama mit Kalibr-Marschflugkörpern an. Dabei wurden insgesamt sechs Marschflugkörper abgefeuert. Russische Staatsmedien zitierten das russische Verteidigungsministerium mit der Bezeichnung der Ziele als zum IS gehörig. Ende April 2023 verlegte die Admiral Grigorowitsch aus dem Mittelmeer in die Ostsee.